# 블래스트 비트
블래스트 비트(Blast Beat)는 그라인드코어나 데스 메탈 등의 헤비 메탈 장르등에서 사용되는 주법으로서 드럼을 매우 빨리 치는 것을 의미한다.
밴드 네이팜 데스가 이 용어를 처음 발명했다고 알려져 있다.